# Omar Hamenad
 (décembre 2017).
Si vous disposez d'ouvrages ou d'articles de référence ou si vous connaissez des sites web de qualité traitant du thème abordé ici, merci de compléter l'article en donnant les références utiles à sa vérifiabilité et en les liant à la section « Notes et références ».
Omar Hamenad est un footballeur international algérien né le 7 février 1969 à Tizi Ouzou. Il évoluait au poste de gardien de but. 

## Biographie
Hamenad commence sa carrière de footballeur avec son club formateur de la JS Kabylie, où il fait ses débuts en première division algérienne lors de la saison 1986/1987. Il joue avec la JS Kabylie jusqu'en 1997. Avec ce club, il remporte la ligue des champions en 1990, la Coupe d'Afrique des vainqueurs de coupe en 1995, la Coupe d'Algérie par deux fois en 1992 et 1994, et une supercoupe d'Algérie en 1992. Il gagne également le titre de champion à trois reprises en 1989, 1990 et 1995.
En 1997, Hamenad est transféré au MC Alger. En 1999, il remporte le championnat avec cette équipe. En 1998 il remporte la Coupe de la Ligue. En 2000, il s'en va jouer à la JSM Béjaïa. Il n'y reste qu'une seule saison. Il est ensuite transféré au RC Kouba, encore une fois pour une saison seulement, avant de jouer en faveur du WA Tlemcen, pour une durée de quatre ans. Il part ensuite à l'Est du pays, pour évoluer au CA Batna, avant de terminer sa carrière dans le club rival de la ville, le MSP Batna, où il joue une saison.
Il reçoit 30 sélections en équipe d'Algérie entre 1994 et 1998.
Il participe avec la sélection algérienne à trois Coupes d'Afrique des nations, en 1996, 1998 et 2000. Lors de l'édition 1998, il joue trois matchs : contre la Guinée, le Burkina Faso, et le Cameroun. Il encaisse cinq buts, avec pour résultats trois défaites.

## Palmarès
- Champion d'Algérie en 1989, 1990 et 1995 avec la JS Kabylie.
- Champion d'Algérie en 1999 avec le MC Alger.
- Vainqueur de la Coupe de la Ligue en 1998 avec le MC Alger.
- Vainqueur de la Coupe d'Algérie en 1992 et 1994 avec la JS Kabylie.
- Finaliste de la Coupe d'Algérie en 1991 avec la JS Kabylie.
- Vainqueur de la Supercoupe d'Algérie en 1992 avec la JS Kabylie.
- Vainqueur de la Coupe d'Afrique des clubs champions en 1990 avec la JS Kabylie.
- Vainqueur de la Coupe d'Afrique des vainqueurs de coupe en 1995 avec la JS Kabylie.
- Finaliste de la Supercoupe de la CAF en 1996 avec la JS Kabylie.